# 매리 (영화)
《매리》(영어: Mary)는 미국에서 제작된 마이클 고이 감독의 2019년 공포, 스릴러 영화이다. 게리 올드만 등이 주연으로 출연하였고 스콧 램버트 등이 제작에 참여하였다.

## 줄거리
항해 보트의 잔해 위에서 표류하다 미국 해안경비대에 의해 구조된 새라와 그녀의 두 딸은 경찰에 구금된다. 새라는 클락슨 형사에게 심문을 받는데, 새라는 보트에서 일어난 일을 클락슨이 믿지 않을 것이라고 말한다. 클락슨은 그래도 듣고 싶다고 말하고 새라는 일어난 일을 이야기한다.
관광 페리의 조타수인 새라의 남편 데이비드는 해안경비대에 의해 버려진 채 발견된 난파된 항해 보트를 충동적으로 구매한다. 데이비드는 새라가 바람을 피운 후 가족의 유대를 강화하기 위해 새라와 그들의 두 딸인 십대 린지, 그리고 열 살의 메리를 데리고 버뮤다로 여행을 떠나려 한다. 가족은 막내딸과 같은 이름인 메리라는 이름의 배를 수리한다. 데이비드가 배의 이름을 지은 후, 린지의 남자친구이자 데이비드의 제자인 토미는 사진을 찍는 동안 배에서 밝은 빛이 번쩍이는 것을 본다.
데이비드, 새라, 메리, 린지, 토미, 그리고 데이비드의 친구 마이크는 버뮤다로 출항한다. 메리는 배에 사는 여자라고 주장하는 상상 속 친구를 사귀게 되고, 그 친구에 대한 불길한 크레용 그림을 그리기 시작한다. 첫날 밤, 데이비드는 갑판 위에서 소리를 듣고 조사한다. 그는 칼로 자신을 치명적이지 않게 찌른 토미를 발견한다. 토미는 칼로 데이비드를 공격하지만 즉시 제압당한다. 데이비드는 토미를 아바코 제도의 정신병원에 가두고, 그와 새라는 이를 다른 사람들에게 비밀로 하기로 결심하는데, 이것은 새라와 데이비드의 린지와의 관계에 긴장을 초래한다. 데이비드는 나중에 토미가 목을 매달았다는 소식을 듣고 큰 충격을 받는다. 새라는 나중에 메리가 이전에 교수형 집행인의 그림을 그렸다는 것을 발견한다. 발자국이 신비롭게 나타나고, 새라가 생생한 악몽을 꾸고, 새라가 선실에 갇히고 여자의 유령을 보는 등 수많은 초자연적인 활동이 발생한다.
선원들 사이의 긴장은 고조된다. 메리는 린지의 얼굴에 유리를 깨뜨리고, 데이비드와 새라는 끊임없이 싸우기 시작한다. 새라는 돌아가고 싶어하고 데이비드는 여행을 계속하고 싶어한다. 새라와 데이비드는 각각 배의 역사를 조사하고, 이전 소유주들이 비슷한 여행에서 사라졌고, 모두 같은 목적지로 항해했다는 것을 발견한다. 배가 익사한 후 자신의 아이들을 대체하려는 마녀의 영혼에 의해 씌어 있다는 것이 암시된다.
데이비드와 새라는 돌아가기로 합의하고, 데이비드는 마이크에게 항로를 바꾸라고 명령한다. 데이비드는 갑판 위에서 신비한 소리를 듣고, 이제 마녀의 지배를 받는 마이크가 돛을 파괴하고, 배의 기름을 빼고, 위성 전화를 바다에 던졌으며, 배가 폭풍우에 갇혔다는 것을 발견한다. 마이크는 데이비드를 공격하지만 의식을 잃고 한 선실 안에 갇힌다. 린지는 토미의 유령을 보고, 바다로 뛰어내려 자살하도록 설득되지만, 데이비드에 의해 마지막 순간에 구출된다.
마이크는 선실에서 풀려나 데이비드와 새라를 기절시킨다. 새라는 묶인 채 깨어나 마이크가 데이비드를 바다에 던지는 것을 지켜본다. 마이크는 새라에게도 똑같이 하지만, 그녀는 다시 배에 오를 수 있다. 그녀는 마이크를 공격하지만 그가 우위를 점한다. 여전히 살아있는 데이비드가 나타나 작살총으로 마이크를 쏜다. 마이크는 바다에 떨어지고, 새라는 자신이 갇혔던 선실에서 린지와 메리를 구한다. 새라는 데이비드가 배를 조종하는 동안 딸들을 구명조끼를 입혀 바다로 보낸다. 새라가 떠나기 전에, 데이비드는 새라를 공격하는 마녀에게 살해당한다. 새라는 마녀에게 조명탄을 발사하고, 배를 폭발시킨다.
경찰서에서 클락슨 형사는 새라가 살인자이며 망상에 빠져 있다고 결론짓고, 경찰관에게 그녀를 호송하도록 한다. 클락슨은 새라가 딸들의 양육권을 다시는 얻지 못하게 할 작정이다. 심문 영상을 확인하던 클락슨은 영상 왜곡을 발견하고, 새라가 마녀에게 씌어 있다는 것을 알게 된다. 클락슨은 새라가 끌려간 방에서 소리를 듣고, 그녀를 호송했던 경찰관이 죽고 새라는 창문을 통해 도망쳤다는 것을 발견한다. 마지막 장면은 경찰서가 배를 둘러쌌던 것과 같은 폭풍우 한가운데에 있음을 보여준다.

## 캐스팅
주연
- 게리 올드만 : 데이비드 역
- 에밀리 모티머 : 사라 역

조연
- 마누엘 가르시아 룰포 : 마이크 역
- 스테파니 스콧 : 린제이 역
- 클로이 페린 : 매리 역
- 오웬 티그 : 토미 역
- 제니퍼 에스포지토 : 클락슨 형사 역
- 더글러스 어밴스키 : 제이 역
- 마이클 랜디스 : 산프리 역
- 클레어 번 : 앰버 자코비 역
- 나탈리 진
- 그리핀 후드 : 에릭 폴스 역

## 기타
- 공동제작: 마티 엘리 슈와츠
- 사운드슈퍼바이저: 데이빗 바버
- 미술: 카라 린드스트롬
- 세트: 레너드 R. 스피어스
- 배역: 린지 그레이엄
- 배역: 마리 베뉴